# Duke of Burgundy. Reguły pożądania
Duke of Burgundy. Reguły pożądania (ang. The Duke of Burgundy) – brytyjsko-węgierski melodramat z 2014 roku w reżyserii i według scenariusza Petera Stricklanda.
Światowa premiera filmu miała miejsce 6 września 2014 roku podczas 39. MFF w Toronto. Polska premiera filmu odbyła się 27 lipca 2015 roku w ramach 14. MFF Nowe Horyzonty we Wrocławiu. Do ogólnopolskiej dystrybucji kinowej obraz wszedł 4 grudnia 2015 roku.

## Obsada
- Sidse Babett Knudsen jako Cynthia
- Chiara D'Anna jako Evelyn
- Monica Swinn jako Lorna
- Eugenia Caruso jako Dr Fraxini
- Fatma Mohamed jako Cieśla
- Kata Bartsch jako Dr Lurida
- Eszter Tompa jako Dr Viridana
- Zita Kraszkó jako Dr Schuller

i inni

## Produkcja
Zdjęcia kręcono na Węgrzech (Budapeszt, Sopron).

## Nagrody i nominacje
28. ceremonia wręczenia Europejskich Nagród Filmowych
- nominacja: Najlepszy Europejski Kompozytor − Cat's Eyes